# Yoga
El yoga (del sánscrito yoga ‘unión’, योग en devanagari) es una disciplina tradicional espiritual, física y mental originada en la India. El yoga originado en India es una de las seis dárshanas (doctrinas)  ortodoxas del hinduismo. Enfatiza la meditación y la liberación, siendo su texto principal el Yoga sutra (400 d. C.). Esta palabra se asocia con prácticas de meditación en el hinduismo, el budismo y el jainismo.
El yoga tiene varias escuelas, siendo las fundamentales el raya yoga, jñana yoga y karma yoga, y las no fundamentales el hatha yoga, bhakti, ashtanga vinyasa yoga, kriyā yoga y kundalini yoga.

## Etimología
La palabra española «yoga» proviene del sánscrito yoga, que a su vez procede del verbo yuj - (en AITS): colocar el yugo [a dos bueyes, para unirlos], concentrar la mente, absorberse en la meditación, recordar, unir, conectar, otorgar, etc. El verbo yuj -“lo que une y conecta”- es un cognado de la misma raíz indoeuropea de los términos castellanos «yugo» y «conyugal».

## Historia

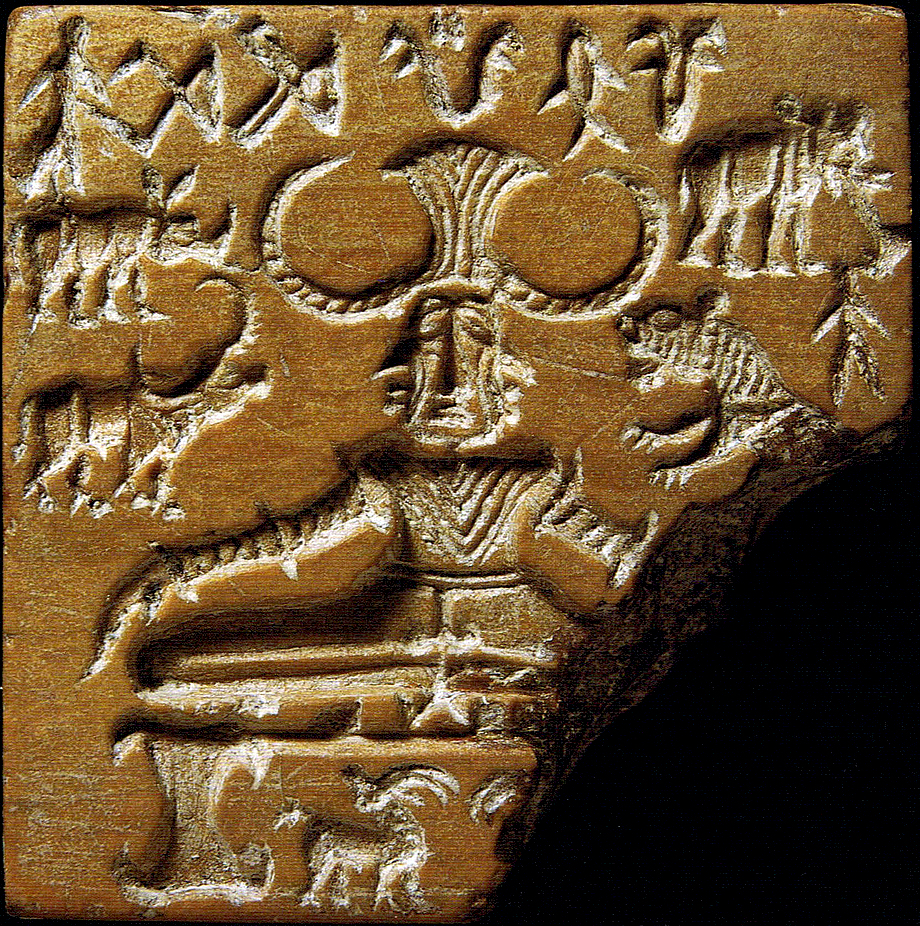
Fotografía del libro Mohenjo Daro and the Indus Civilization (del arqueólogo británico sir John Marshall; Londres, 1931) que muestra un sello de esteatita del 1600 a. C. Se puede ver la imagen de una persona sentada sobre una mesa baja. Marshall creyó que podría ser el dios indio Shivá sentado en meditación, por lo que afirmó que el yoga había sido creado en el II milenio a. C.

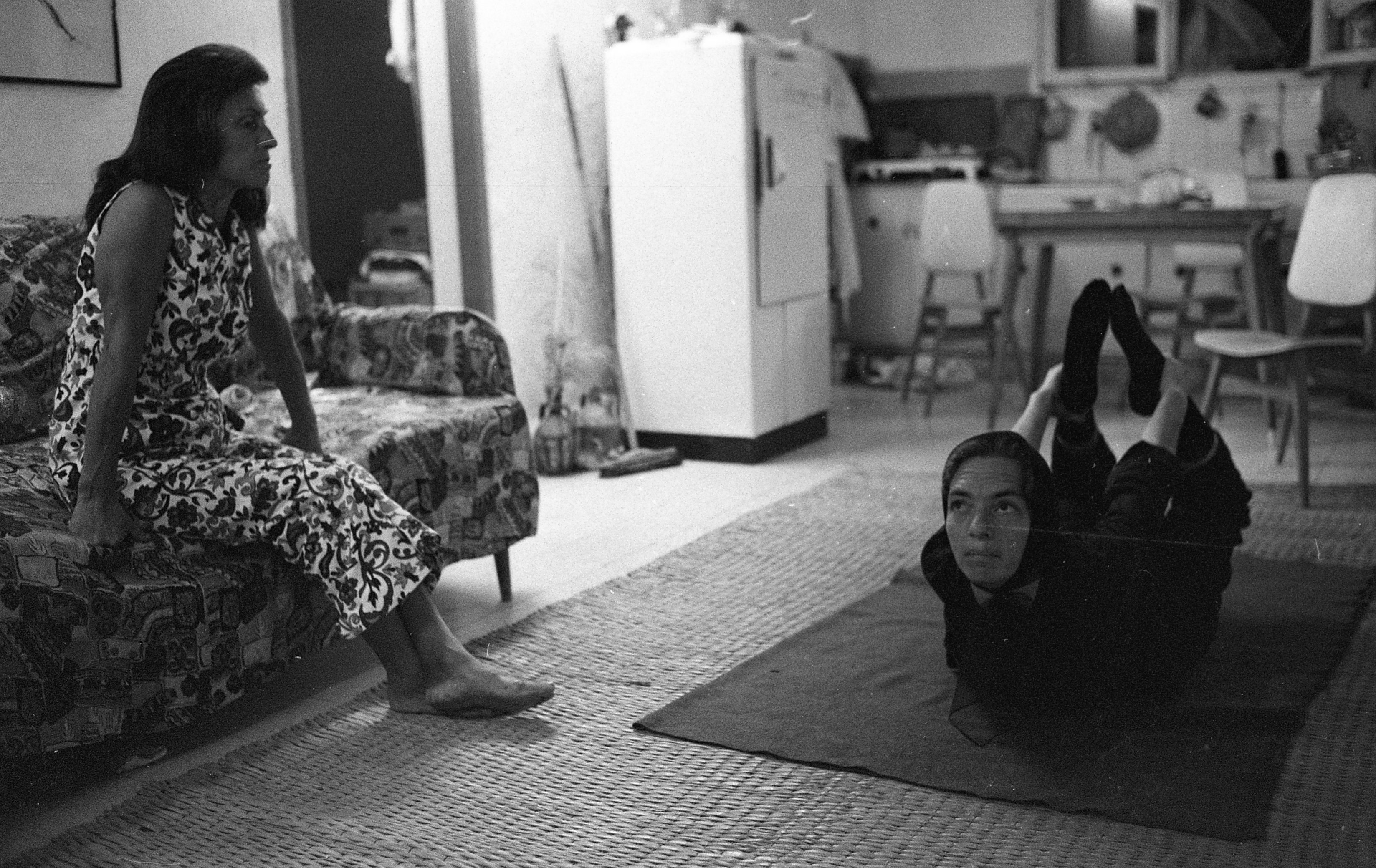
Mujer haciendo yoga, Israel 1969

El arqueólogo británico Sir John Marshall encontró en Mohenjo-Daro (Pakistán) un sello con figuras, datable hacia el siglo XVII a. C., de la cultura del valle del Indo. En 1931 publicó su interpretación, imaginando una supuesta criatura antropomorfa con cuernos, en una posición sentada con las piernas cruzadas. Marshall elaboró cuatro hipótesis, aún no confirmadas:
- El varón sentado sería el dios hinduista Shiva.
- Como está rodeado por un rinoceronte, una vaca, un elefante, un tigre y un ciervo, Marshall afirmó que se trataba de Shiva como «Pashupati» (‘señor de las bestias’) y con ese nombre bautizó al sello.
- El varón ―sentado con las piernas cruzadas― estaría practicando una postura de yoga -Asana-.
- Por lo tanto el yoga tendría por lo menos 35 siglos de antigüedad.

Otros escritores occidentales ―entre ellos el historiador de las religiones Mircea Eliade (1907-1986), y Georg Feuerstein (1947-2012)― creyeron que esa proposición era suficiente prueba de que en la cultura del Indo se conocía el yoga. En realidad se desconoce si una persona retratada en un sello, sentada con las piernas cruzadas, está practicando «una forma primitiva de yoga».
En cambio, los hinduistas sostienen que el yoga es eterno (anādi: ‘sin comienzo’) y siempre existió.
En el hinduismo, se la cuenta como una de sus seis doctrinas ortodoxas.[cita requerida] Estas doctrinas (y sus respectivos fundadores o principales referentes históricos) son:
- yoga (de Patañjali)
- vedanta (de Vyāsa)
- sankhia (de Kapilá)
- purva mimamsa (de Jaimini)
- niaia (de Gautama Akshapada)
- vaisesika (de Kaṇāda)

La doctrina del yoga tomó grandes préstamos de la filosofía teórica del samkhia.[cita requerida] La diferencia más significativa es que el yoga no solo incluye el concepto de Íshwara (o 'Dios personal') a su visión del mundo metafísico (como lo hace el samkhia): también afirma que Dios es un modelo sobre el que se debe meditar.

## Objetivos del yoga
El objetivo del yoga va más allá del concepto occidental que lo asocia comúnmente solo a una forma de ejercicio físico, o a una forma de relajación mental y física.
El objetivo real del yoga es controlar el cuerpo y la mente para alcanzar un estado de paz interior que permita lograr la liberación (Moksha) de las ataduras del alma con la materia a través de la conexión con lo que es eterno más allá de “Maya”, esta realidad temporal y perecedera, que los sentidos humanos perciben y luego interpretan de acuerdo a sus propias estructuras de creencias adquiridas a lo largo de sus vidas. Así, el yoga busca romper este ciclo que nos une a Maya, al aquietar los vṛtti (tendencias mentales), purificar los saṃskara (impresiones mentales), quemar las bija (semillas causales) y trascender los klesa (estados mentales); para llevar al individuo hacia el objetivo final de la liberación (mokṣa).

## Tipos de yoga

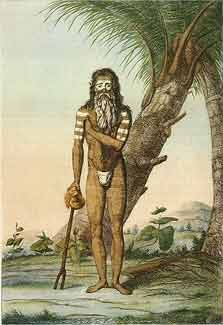
Un sadhú (asceta hinduista) según una litografía del libro Illustrations de les hindous. París: F. B. Solvyns et H. Nicolle. Hacia el año 1812.

### Relación entre los tipos de yoga
Los seguidores de las distintas doctrinas de la India sostienen que los diversos caminos conducen al mismo fin. Generalmente el seguidor de un tipo de yoga cree que el único yoga (método de unión o acercamiento a Dios) es el propio, y desprecia a los practicantes de otros tipos de yoga.
- Los gñanis (a veces llamados "gñana-yoguis") quieren fundirse en la existencia del Absoluto (como una gota en el mar). Para el gñani, la meta del bhakta, de estar «con» Dios significaría que el alma todavía está cubierta por el velo de maya, que le hace creerse diferente de Dios.
- Para los bhaktas (a veces llamados bhakti-yoguis) la meta del gñani es naraka (el infierno), porque los bhaktas quieren tener una relación personal con Dios (dos personas distintas: el alma y Dios).

Los tipos de yoga que se consideran fundamentales son:[cita requerida]
- raya yoga (habitualmente identificado con astanga yoga)[6]
- gñana yoga
- karma yoga

Las denominaciones bhakti yoga y hatha yoga no corresponden a ramas o caminos fundamentales del yoga clásico.
El hatha yoga es una parte del rāja yoga.

### Raja yoga
El raja yoga (lit. ‘yoga regio’ o ‘el rey entre los yogas’ donde rashá: ‘rey’) se suele identificar con el astanga yoga descrito por Patañjali.

#### Ocho etapas
El texto sánscrito Yogasūtra (‘aforismos de yoga’) de Patañjali (probablemente del siglo III a. C.)  prescribe la adhesión a ocho preceptos que constituyen lo que se denomina ashta-anga yoga, el ‘yoga de los ocho miembros’ (siendo ashta: ‘ocho’, y anga: ‘miembro’).
En este texto, Patañyali recopiló y sistematizó los conocimientos acerca de estas técnicas.
Estos «ocho miembros» son:
1. iama (‘prohibiciones’):
  1. ahimsa (‘no violencia’, sensibilidad hacia otros seres).
  2. satya (‘veracidad’, no mentir).
  3. asteia (‘no robar’).
  4. brahmacharia (‘conducta brahmánica’, aunque en la práctica significaba celibato y estudio de los Vedás)
  5. aparigraja (‘no apegarse’ al hogar, etc.).[7]
2. niyama (‘preceptos’):
  1. saucha (‘limpieza’ física y mental)
  2. santosha (‘completa satisfacción’).
  3. tapas (disciplina, ‘consumirse por el calor’).
  4. swadhiaia (‘recitar [los Vedás en voz baja,] para sí mismo’).
  5. íswara-pranidhana (‘ofrecerse al Controlador [Dios]’)[8]
3. asana (‘postura’): la columna vertebral debe mantenerse erecta y el cuerpo estable en una postura cómoda para la meditación. El hatha yoga se enfoca en este miembro.
4. Pranayama (‘control de la respiración’; prana: energía mística presente en el aire respirado; y yama: ‘control’).
5. pratiahara (‘poco comer’, control de los sentidos; prati: ‘poco’; ahara: ‘comer; implica el retraimiento de los sentidos de los objetos externos).[9]
6. dharana (‘sostenimiento’; dhara: ‘sostener’; implica la concentración de la mente en un pensamiento).
7. dhiana (‘meditación’).
8. samadhi (‘completa absorción’).[10]

### Gñana yoga

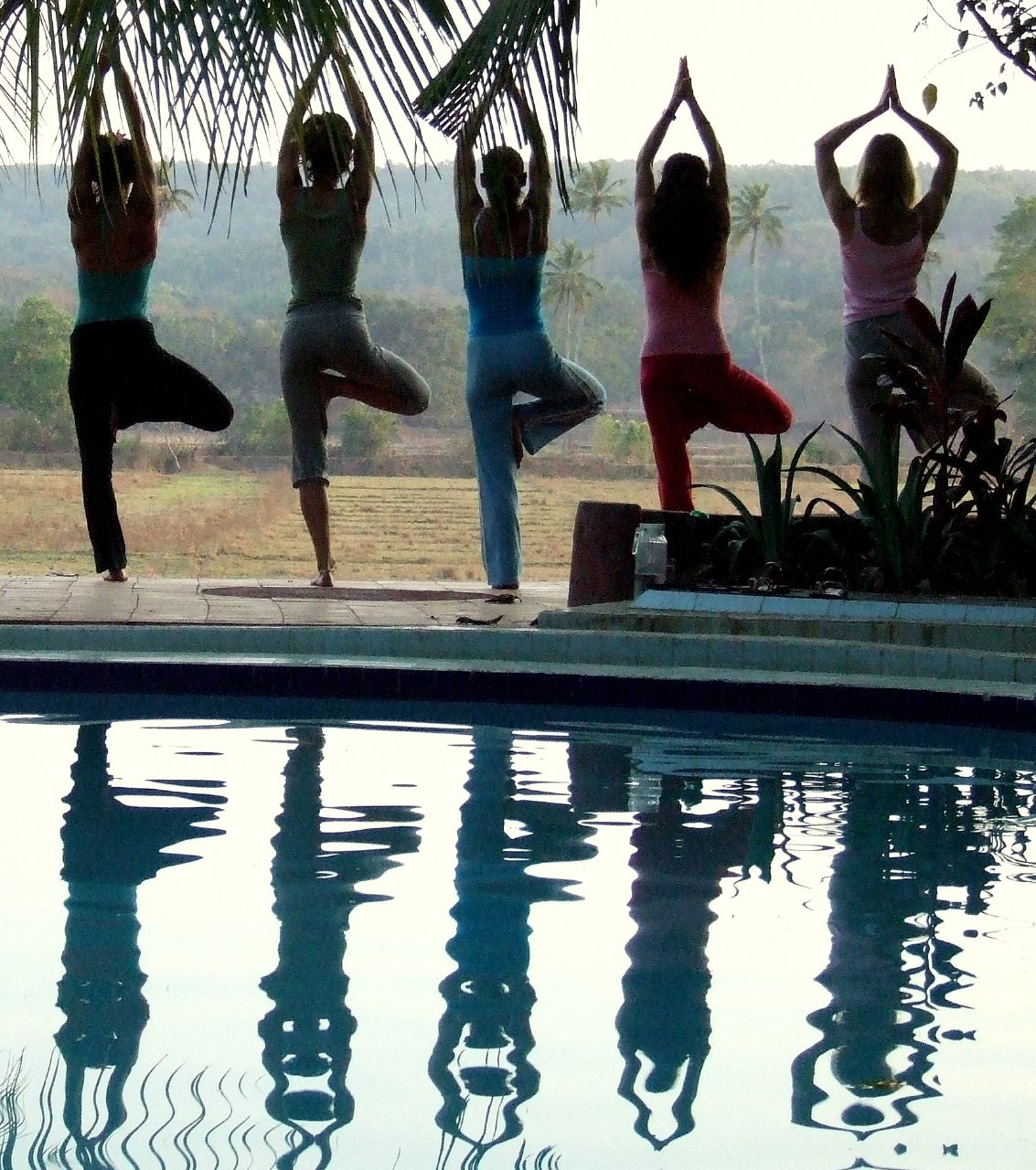
Un grupo de mujeres practicando vriksa-asana (‘postura del árbol’).

El gñana (‘conocimiento’) se aplica tanto en contextos sagrados como laicos. Vinculado con el término «yoga», se puede referir al aprendizaje o conocimiento conceptual, y a la más elevada sabiduría, visión intuitiva o gnosis; es decir, a una especie de conocimiento liberador o intuición. Ocasionalmente, el gñana se equipara incluso con la Realidad última. el término griego gnōsis, el latino cognōscere y el sánscrito gñana son cognados de derivados de la misma raíz indeouropea *gnō(s)-.

### Karma yoga
El karma yoga, ‘yoga de la acción’ o, más bien, ‘yoga del servicio’, es la dedicación completa de las actividades, las palabras y la mente a Dios. El karma yoga no es la actividad dedicada al bien.
Según el hinduismo, las buenas obras (el buen karma) no llevan a Dios, sino a una siguiente reencarnación en mejores condiciones de vida; mientras que las actividades pecaminosas (el mal karma) llevan a una reencarnación en peores condiciones de vida.
El karma yoga no produce reacciones materiales, sino que libera al alma y le permite, en el momento de la muerte, volver con Dios.

## Otras denominaciones asociadas al yoga
Las siguientes escuelas no deben identificarse como fundamentales en el yoga:

### Hatha yoga
Hatha yoga (; IAST: Haṭha-yoga). es una rama del yoga que utiliza técnicas físicas para tratar de preservar y canalizar la fuerza vital o energía. La palabra sánscrita हठ haṭha significa literalmente "fuerza", aludiendo a un sistema de técnicas físicas Algunas técnicas de estilos de hatha yoga pueden rastrearse al menos hasta el siglo I d. C., en textos como los epopeyas sánscritas hindúes y el Canon Pali del budismo. El texto fechado más antiguo encontrado hasta ahora que describe el hatha yoga, el Amṛtasiddhi del siglo XI, proviene de un entorno budista tántrico. Los textos más antiguos que utilizan la terminología de hatha también son budistas vajrayana. Los textos hindúes de hatha yoga aparecen a partir del siglo XI.

### Bhakti
El bhakti es el yoga devocional. La diferencia con el karma yoga es muy sutil: aunque ambos tipos de practicantes dedican sus actividades al Absoluto, a los practicantes de la devoción (bhaktas) les interesa un conocimiento más esotérico de la naturaleza de Dios (en su personalidad como Krisna) y de sus actividades, provenientes de escrituras puránicas, especialmente del Bhagavata-purana (siglo XI d. C.).
El bhakti fue popularizado en los años 1970 por el movimiento Hare Krishna.

### Ashtanga vinyasa yoga
El ashtanga viniysa yoga o viniyasa yoga, enfatiza el viniasa (movimiento sincronizado con la respiración) mediante un método progresivo de series de posturas con una respiración específica (uyáii pranaiama). Funciona como una coreografía.
Es un sistema de yoga basado en el texto Yoga korunta.
Sri T. Krishna Namacharya escribió que lo había aprendido (en forma oral) de su gurú Rama Mojan Brahmachari a principios del siglo XX. Luego Krishna Nama Acharia se lo enseñó a sus discípulos Indra Devi (1899-2002), B. K. S. Iyengar (1918-2014), Sri Pattabhi Jois (1915-2009) y a su hijo, T. K. V. Desikachar (1938-). Estos maestros lo difundieron en Occidente.
Esta escuela del yoga intenta incorporar las ocho ramas tradicionales del yoga (conocidas como ashtanga-yoga) según lo expuesto por Patanyali en sus Yoga-sutras. 
Según sus adeptos, esta práctica produce calor interno y abundante sudoración. Este calor purifica los músculos y los órganos, elimina toxinas y permite que el cuerpo se reconstituya. Este método requiere mucha elasticidad y fuerza muscular, y está recomendado para quienes deseen bajar de peso y aumentar su fuerza y elasticidad.

### Kriyá yoga

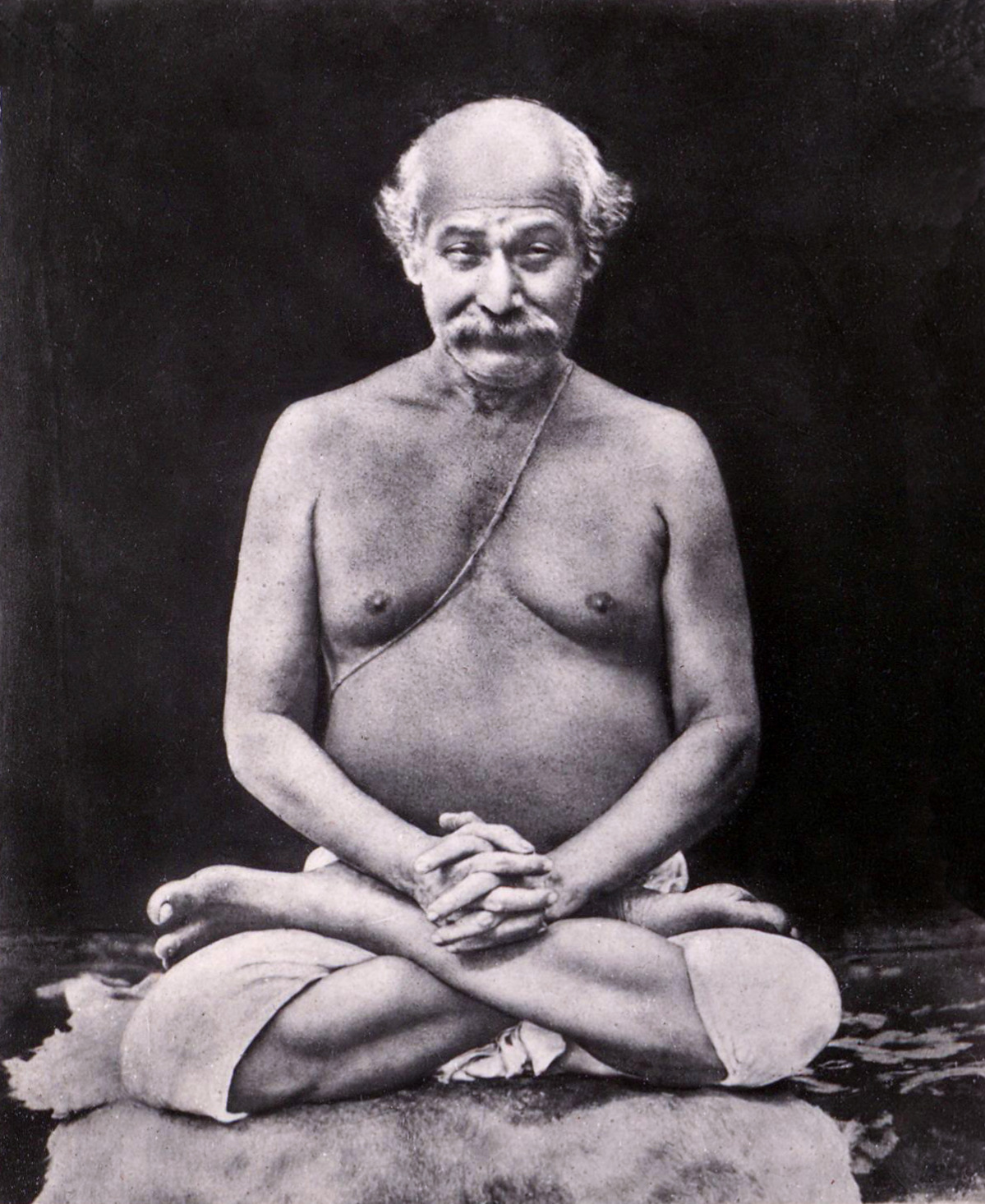
Lajiri Majashaia sentado en posición de loto. Fotografía tomada del libro Autobiografía de un yogui, de Paramahamsa Yogananda.

Según el Bhágavata-purana (4.13.3), el Yoga-sūtra (2.1) y el Kriyā yoga sāra (una sección del Padma-purana), el kriiá-yoga es la forma práctica del yoga, un tipo de devoción activa: unión con la divinidad mediante la debida práctica de los deberes cotidianos.
El kriyá yoga fue popularizado en Occidente por Paramahansa Yogananda en su libro Autobiografía de un yogui. Según este autor, el yoga kriiá acelera la evolución espiritual y genera un profundo estado de la tranquilidad. Las técnicas del kriyá yoga fueron popularizadas por el yogui Lajiri Majashaia. Se trataría de una forma mística del pranaiama, o sea, el control de la energía respiratoria.
La palabra sánscrita kriiá significa:
- acción, realización, ocupación, negocio, trabajo, labor (según el Katiaiana-shrauta-sutra y las Leyes de Manú).
- acción física, ejercitamiento de los miembros (según lexicógrafos como Amarasimja y Jemachandra).
- investigación judicial (por medios humanos, como testigos, documentos, etc.) o por medios sobrehumanos.
- expiación de una culpa.
- acción (como la idea general que se puede expresar con un verbo).
- verbo. Según los gramáticos hay dos tipos de verbos: sakarma-kriiá (‘activos’) y akarma-kriiá (‘intransitivos’).
- sacrificio, rito religioso.
- acción religiosa, hija de Kardama y esposa de Dharma.

En cambio, según Yogananda, la palabra kriiá significa ‘limpieza’ (ya sea física o mental), que ayuda a eliminar las kleshas (impurezas) que plagan las acciones de sus seguidores.
Según las doctrinas del yoga, los kleshas son:
- avidiá: ignorancia
- asmitá: egoísmo
- raga: deseo
- duesha: odio
- abhinivesha: tenacidad por la existencia mundana.

Mediante la respiración calmada del kriyā yoga, los latidos del corazón se aquietan. Como resultado, la energía vital se desconecta de los cinco sentidos y la mente adquiere entonces el estado consciente de pratiajara, o sea, el retraimiento de los sentidos de los objetos externos (siendo prati: ‘poco’ y ajara: ‘comer’).

### Kundalini yoga
Fue introducido en Occidente en los años setenta por Yogui Bhajan. El kundalini yoga incluye asanas (posturas), pranaiama (control de la respiración), canto de mantras,  mudrás (gestos rituales) y kriyās (ejercicios). Es un Ashtanga Yoga.
Las posturas son sencillas y, en ocasiones, acompañadas de una respiración dinámica, conocida como «respiración de fuego». No requiere una gran forma física y su práctica genera tranquilidad mental y vitalidad. Trabaja sobre los sistemas osteo-muscular, circulatorio, glandular, nervioso, respiratorio y digestivo.
Kundalini Yoga comprende varios aspectos, entre otros:
- La coordinación entre el movimiento y la respiración.
- Combina posturas estáticas con posturas dinámicas.
- La concentración mental en el movimiento.
- El control del flujo de la respiración durante la práctica.
- La relajación durante y después de cada ejercicio.

### Yoga nidra
El yoga nidra es el estado de sueño en el que se cae durante la meditación.
Según la escritora Anandmurti Gurumaa, el yoga nidra es un estado de conciencia que se sitúa entre la vigilia y el sueño profundo. Es un estado en el que el cuerpo se mantiene relajado y la mente es consciente del mundo interior. El yoga nidra es también conocido como el sueño lúcido utilizado como herramienta de meditación.
Uno de sus máximos exponentes es Satiananda Saraswati, cuando vivía con su gurú Swami Sivananda en la ciudad de Rishikesh (India).
El concepto de yoga nidra proviene de un concepto no relacionado, que es el ‘sueño yóguico’ del dios Visnú.

## Doctrinas del yoga

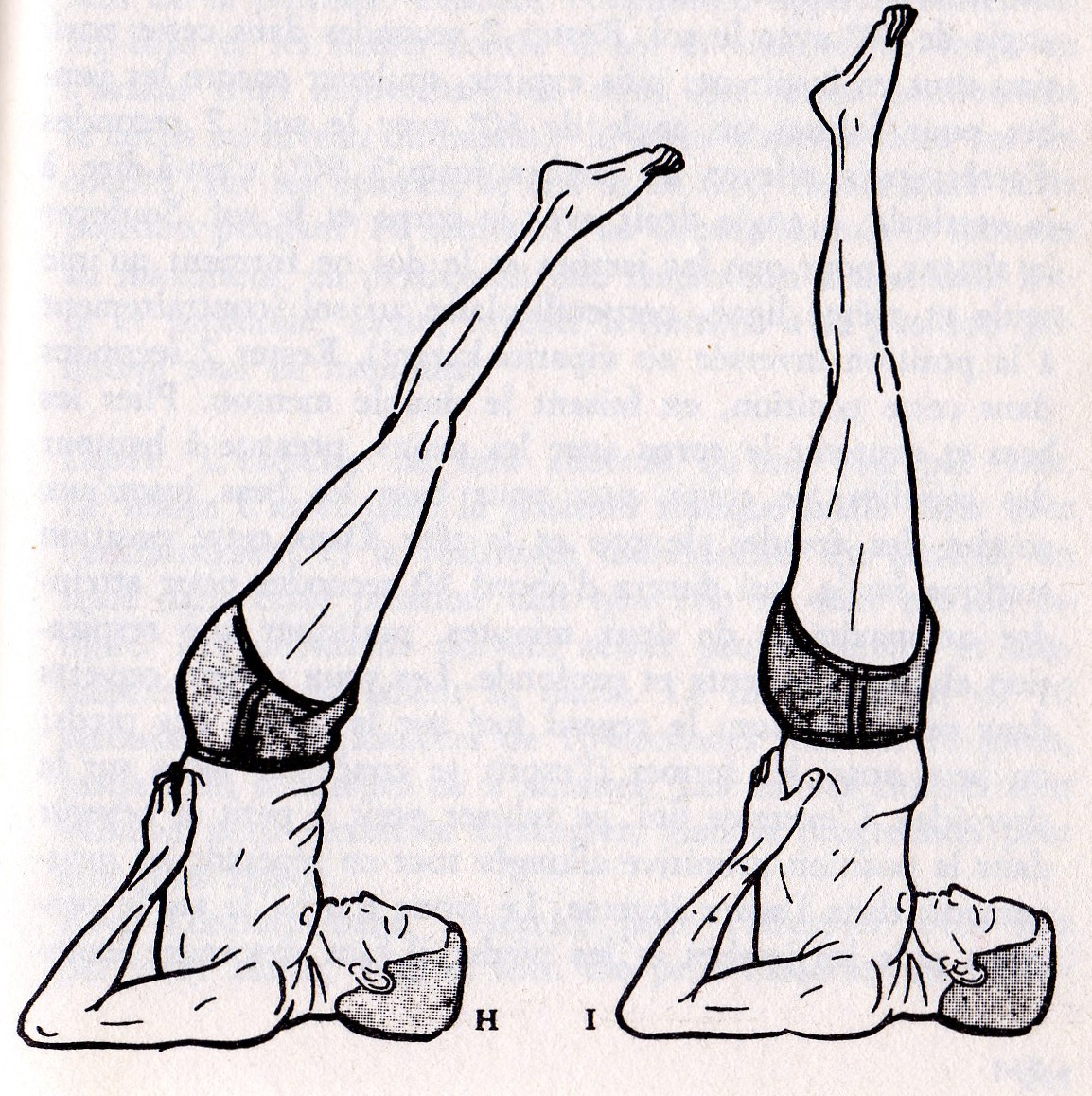
Sarva-anga-asana (‘postura de todos los miembros’), la postura de la vela o postura inversa de hatha-yoga.

Los textos que establecen las bases del yoga son el Bhagavad-guita, los Yoga-sutras (de Patañyali), el Gheranda-samjita, el Darshana-upanishad y el Haṭha-yoga-pradīpikā.
Según las doctrinas hinduistas en las que se asienta el yoga, el ser humano es un alma (yivatman) encerrada en un cuerpo (rupa). El cuerpo tiene varias partes: el cuerpo físico (deja o sharira), la mente (mana), la inteligencia (gña) y el ego falso (ajankara).
Para llevar una vida plena, es preciso satisfacer tres necesidades: la necesidad física (salud y actividad), la necesidad psicológica (conocimiento y poder) y la necesidad espiritual (felicidad y paz). Cuando las tres se hallan presentes, hay armonía. El yoga es una sabiduría práctica que abarca cada aspecto del ser de una persona. Enseña al individuo a evolucionar mediante el desarrollo de la autodisciplina. El yoga también se define como la restricción de las emociones, que son vistas como meras fluctuaciones (vṛitti) de la mente. Los seguidores del hinduismo distinguen entre el alma (impasible, sin emociones) y la mente (siempre fluctuante y llena de ansiedades).
El yoga es, pues, el arte y la ciencia de la disciplina mental a través de la que se cultiva y madura la mente. No es una ciencia en el sentido occidental de la palabra. Los hinduistas utilizan el concepto de ciencia porque saben que en el más racionalista mundo occidental la ciencia está bien conceptuada.
El yoga busca llegar a la integración del alma (yiva-atman) individual con Dios (el Brahman) o con su deidad (avatar). Esa re-unión se llama samādhi, a través de la cual se accede a la liberación (mokṣa).

## Textos fundamentales del yoga

### «Bhagavad-gītā»
En el Bhagavad-gītā (‘el canto del Opulento’), el dios Krisna (también llamado Bhagaván) establece de manera extremadamente somera cuatro corrientes principales del yoga (presentadas por orden de importancia, según los estudiosos del Bhagavad-guita):
- El ashtanga-yoga (o ‘yoga de los ocho pasos’, con práctica de āsanas o posturas).
- El gñana-yoga (o búsqueda intelectual del Absoluto, mediante el estudio de lógica y la meditación).
- El karma-yoga (o yoga de la acción dedicada a Dios).
- El bhakti (‘devoción’ dirigida hacia Krisna como persona).

### «Yoga sutra», de Patanyali

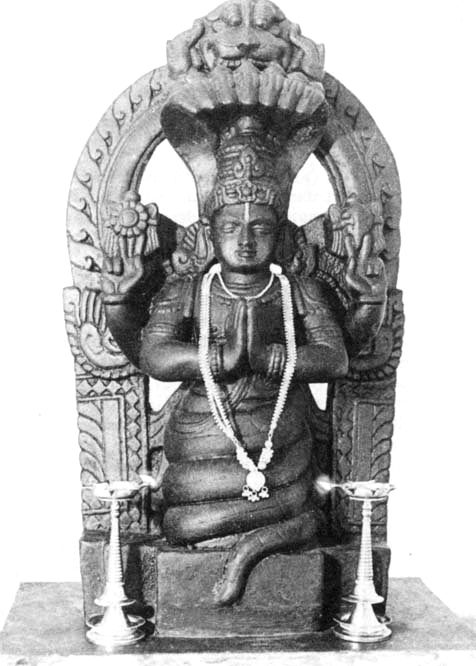
El pensador Patañjali representado como una deidad hinduista (encarnación de la serpiente Adi Shesha, otro aspecto de Sankarshana).

En el Yoga sutra, Patanyali define el yoga con el siguiente aforismo:

योग: चित्त-वृत्ति निरोध:
yogah chitta-vritti-nirodhah
Yoga sūtra 1.2

siendo chitta: ‘consciencia’, vritti: ‘fluctuaciones, movimientos’ y nirodha: ‘restricción, supresión, control’. La traducción literal es, pues: ‘El yoga es la restricción de las fluctuaciones de la consciencia’.[cita requerida]

## Yoguis famosos
- Patañjali (siglo III a. C.), escribió el texto sánscrito Yoga sutra, que sentó las bases del yoga.
- Ramakrishna (1836-1886), un bhakti que trajo un renacer al yoga en India. Devoto de la diosa Kali y maestro del Advaita Vedanta, predicó que «todas las religiones llevan al mismo objetivo». Sus discípulos adoraban a su esposa, Sarada Devi, como la reencarnación de la divina Madre Kali.
- Swami Vivekananda (1863-1902), discípulo de Ramakrishna, es conocido por introducir la doctrina del yoga en Occidente, así como un revigorizante hinduismo en un contexto contemporáneo durante los problemas de libertad en India.
- Sri Aurobindo (1872-1950) y Mirra Alfassa (1878-1973), tradujo escrituras yóguicas, tales como los Upanishad y el Bhagavad-gītā. Su poema épico Savitri: una leyenda y un símbolo es un tesoro de la literatura yógica hindú, y uno de los más largos poemas escritos en inglés. También fundó un Áshram (monasterio) en Puducherry, que continúa propagando la práctica del «yoga integral», que constituye la síntesis efectuada por Sri Aurobindo de los cuatro principales yogas (karma, Jñāna yoga, Bhakti y Raya yoga).
- Swami Sivananda (1887-1963), fundador de la Divine Life Society, vivió la mayor parte de su vida en Rishikesh (India), después de servir como médico en Bangladés. Creía que la enfermedad era un problema del alma y vio la cura en la práctica del yoga. Escribió 300 libros sobre yoga, religión, espiritualismo, hinduismo, moral, higiene y salud. Fue un pionero en traer el yoga a Occidente. Su lema era: «Sirve. Ama. Regala. Medita. Purifica. Realiza». Uno de sus discípulos fue Swami Satchidananda.
- Swami Satyananda Sarasvati (1923-2009), fundador de la Bihar School of Yoga y autor de más de 80 libros, entre ellos Asana Pramayana Mudra Bandha. Fue discípulo de Swami Sivananda desde 1943 hasta 1956, año en el que su maestro lo envió a expandir sus conocimientos del yoga, tras lo cual vivió como mendigo durante 9 años viajando por toda la India y, probablemente, otros países. Estableció su escuela en Munger, Bihar, en 1963. Realizó varios viajes a distintos países de occidente, en los que ganó fama como gurú y adeptos para su escuela.
- Tirumalai Krishnamacharya (1888-1989), enseñó en el Mysore Palace desde 1924 hasta 1957, y luego en Madrás hasta su muerte en 1989. Fue maestro de tres influyentes yoguis que difundieron sus ideas por el mundo:
  - Indra Devi (1899-2002): formaba parte de la realeza rusa, fue educada en Occidente y estudió en la India bajo Krishná Nāma Āchārya sólo después de que el majarash (rey) obligó al gurú a aceptar a una mujer en su áshram. Fue una celebridad en Hollywood como gurú de las estrellas de cine. Falleció en Argentina.
  - Sri K. Pattabhi Jois (1915-2009).
  - B. K. S. Iyengar (1918-2014), creador del estilo Iyengar. Tuvo un instituto de yoga en la ciudad india de Pune, el Rammamani Iyengar Memorial Institute.
  - T. K. V. Desikachar: hijo de Krishnanamacharya.
- Paramahansa Yogananda (1893-1952), practicante de Kriyā yoga, enseñó el yoga como la verdad oculta bajo el cristianismo. En 1920 se mudó a Estados Unidos, donde vivió el resto de su vida. En 1925 fundó el Self-Realization Fellowship en Los Ángeles. Su libro Autobiografía de un yogui (1946) sigue siendo un superventas.
- Swami Bua (1898-?), fundó la Sociedad Vedanta Yoga Indo-Estadounidense (1969). Swami Sivananda le dio el título de yoguirash (‘rey del yoga’) y hatha yoga maharash (‘emperador del hatha-yoga’).
- Gopi Krishna (1903-1984) oficinista cachemiro que escribió un superventas autobiográfico[18] acerca de sus experiencias espirituales relacionadas con la serpiente interna Kundalini.
- Swami Satchidananda (1914-2002), fundador del Instituto International Yoga Integral. De mentalidad práctica, en su juventud hizo instalar el primer sistema eléctrico, la bomba de agua y una tienda de fotografía en el āshram de su gurú Swami Sivananda. Lanzado a la fama en Nueva York por Conrad Rooks y Peter Max, en 1966 inició el movimiento Flower power.
- Maharishi Mahesh Yogi (1917-2008), fundador del movimiento de Meditación Transcendental, que se hizo famoso cuando ―a mediados de los años sesenta― The Beatles estudiaron unos días con él en la India.[19]
- P. R. Sarkar (1921-1990), también conocido como Baba, fundador del movimiento Ananda Marga (‘el sendero de la bienaventuranza’, 1955). Basado en el yoga tántrico, sus enseñanzas enfatizaban el servicio social en el contexto de una cultura económica y política («autorrealización y servicio a todos»).
- Swami Gurú Devanand Saraswati Ji Maharaj (?-1990), monje de la Orden Ascética de Shánkara, maestro fundador de Mantra Yoga Meditación y de la SIRD. Discípulo del maestro Mauna Swami, también fue discípulo del shankaracharia Shantanand Saraswati.
- Neem Karoli Baba (?-1973), bhakti del norte de la India, famoso en Occidente por los hippies estadounidenses que viajaban a la India en los años 1960: lo conocieron el escritor Ram Dass, los yoguis Bhagavan Das y Baba Hari Dass, y los músicos Jai Uttal y Krishna Das.
- Swami Sivananada Radha, discípulo canadiense de Swami Sivananda, autor de un libro sobre Hatha yoga. Sus discípulos practican una extrema no violencia.
- Swami Vishnu Devananda (1927-1993), fundador de los Centros Sivananda Yoga Vedanta (1969), se decía la «autoridad mundial» en Hatha yoga y Raya yoga. Le decían el «Swami volador» debido a sus viajes en avión por el mundo.
- Yogui Bhajan (1929-2004), fue un yogui y maestro espiritual, fundador de la organización no gubernamental 3HO y maestro del estilo de yoga kundalini yoga.
- Mata Amritanandamayi (1953-), mujer gurú nacida en Kerala (en el sur de India). En inglés se la conoce como hugging saint (‘la santa que abraza’), porque sus seguidores pasan en fila para abrazarla (a razón de una persona cada 2 segundos, más de 20 000 personas en 12 horas).
- Madre Shaktiananda (1961-), autonombrada Sadhuí Mátayi ('madre santa'); nacida en Estados Unidos.
- Jaggi Vasudev (nacido el 3 de septiembre de 1957), a menudo referido simplemente como Sadhguru, es un yogui indio, místico y autor. Fundó la Fundación Isha, una organización sin fines de lucro que ofrece programas de yoga en todo el mundo y participa en actividades de divulgación social, educación e iniciativas medioambientales. Sus libros han aparecido en la lista de libros más vendidos de The New York Times en múltiples categorías como "Salud", "Religión, espiritualidad y fe", y "Consejos, procedimientos y misceláneos". Sadhguru recibió el premio civil Padma Vibhushan otorgado por el Gobierno de la India en 2017 en reconocimiento a su contribución al campo de la espiritualidad.

## Algunos estudiosos del yoga, durante elsigloXX, en Occidente

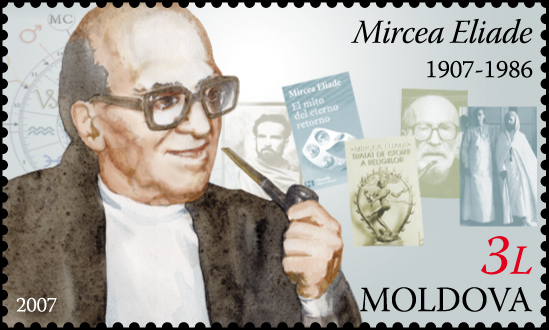
Mircea Eliade, historiador de las religiones, en un sello de Moldavia.

- Ananda Kumara Swami (Ananda Coomaraswamy) (1877-1947).
- Paul Masson-Oursel (1882-1956).
- Giuseppe Tucci (1894-1984).
- Mircea Eliade (1907-1986).
- Ramiro Calle (1943-).

## Popularidad del yoga en Occidente
Gurús del yoga procedentes de la India introdujeron el yoga en Occidente a partir del éxito obtenido por Swami Vivekananda a finales del siglo XIX y comienzos del XX. En los años 1980, el yoga se popularizó por todo el mundo occidental como una forma de ejercicio físico, sin considerar la importancia de la meditación, más allá de una forma de relajación y/o método para el alivio del estrés; siendo esta forma de yoga "occidentalizada" la que se popularizó en Occidente, desplazando a la más completa definición y concepto del yoga que existe en la India.; considerándose erróneamente el "yoga" en el mundo occidental solo como una forma "moderna" simplificada y/o modificada de la práctica del Hatha yoga.
Un estudio de 2012 llamado "Yoga in America" reportó que en EE. UU. hay 20,4 millones de practicantes de yoga (el 8,7% de la población). El estudio indicó que el 44% de quienes no practicaban yoga manifestaron estar interesados en practicarlo.
En España, una encuesta encargada en 2014 por Aomm.tv determinó que el yoga es practicado —al menos una vez a la semana— por el 12,03% de los españoles y un 28,9% de la población lo ha practicado alguna vez en su vida. En este último grupo son más numerosas las mujeres que los hombres (37,50% frente a 20,60%). Entre las variantes de yoga más populares se citan, por este orden, el yoga dinámico (asimilable al vinyasa), el hatha yoga, el astanga yoga, el kundalini yoga y el bikram yoga.
Desde 2014 las Naciones Unidas declararon el 21 de junio como Día Internacional del Yoga.

## Críticas al Yoga por otras corrientes religiosas

### Críticas desde el cristianismo
Los críticos cristianos postulan las siguientes críticas desde su perspectiva cristiana:
1. El Yoga es una disciplina espiritual hindú sin origen cristiano.
2. Es panteísta y por lo tanto incompatible con el cristianismo.[cita requerida]
3. No se puede separar la espiritualidad hinduista de la práctica del Yoga.[cita requerida]
4. La Iglesia Católica ha advertido varias veces sobre ese tema:
  1. "Mostrando a toda la Iglesia el ejemplo y la doctrina de santa Teresa de Jesús, que en su tiempo debió rechazar la tentación de ciertos métodos que invitaban a prescindir de la Humanidad de Cristo en favor de un vago sumergirse en el abismo de la divinidad, el papa Juan Pablo II decía en una homilía el 1 de noviembre de 1982 que el grito de Teresa de Jesús en favor de una oración enteramente centrada en Cristo "vale también en nuestros días contra algunas técnicas de oración que no se inspiran en el Evangelio y que prácticamente tienden a prescindir de Cristo, en favor de un vacío mental que dentro del cristianismo no tiene sentido."[23]
  2. "No hay que confundir la oración cristiana con el zen o el yoga. Hoy están de moda las prácticas de meditación oriental como el zen y el yoga; pero estas prácticas implican riesgos para los católicos. Por eso el Vaticano ha publicado un documento alertando a los católicos, porque «el zen y el yoga degradan las oraciones cristianas y pueden degenerar en un culto al cuerpo. También el Papa alerta a los que se abren a las religiones orientales en técnicas de meditación y ascesis."[24]
5. Sus raíces.[25]
6. Sus relaciones con la Masonería y el Satanismo:
  1. "Asociaciones como la Masonería (excomulgada por la Iglesia Católica) promueven dicha práctica oriental. En el ritual llamado “Paladión”, el segundo paso (de cinco en total) consiste en la “iluminación” o apertura del “tercer ojo”.[26]
  2. "Al leer descripciones de este tipo sobre el kundalini, o  el poder de la serpiente enroscada, un cristiano casi puede oír el siseo de “la  serpiente antigua . . . la cual engaña al mundo entero”. En Edén, aduló  a nuestros primeros padres diciéndoles: “Seréis como Dios”. Y, si bien  el cristianismo y el yoga tienen conceptos muy diferentes de Dios, ¿no es  esto, en esencia, lo que promete el yoga?"[27]